# Panguraptor
Panguraptor lufengensis
Genre
Espèce
Panguraptor est un genre éteint de dinosaures théropodes de la famille des Coelophysidae, connu à partir de fossiles découverts dans le sud de la Chine, dans des sédiments du Jurassique inférieur (Hettangien-Sinémurien), datant d'il y a environ entre 200 et 190 Ma (millions d'années).

## Découverte
Panguraptor est connu à partir d'un squelette articulé partiel d'un individu sub-adulte, comprenant le crâne, la mâchoire inférieure, des vertèbres présacrées, la première vertèbre sacrée, des parties de la ceinture scapulaire et la ceinture pelvienne et des membres partiels. Ce spécimen a été découvert le 12 octobre 2007 dans la province du Yunnan, dans la formation de Lufeng, notable pour ses fossiles de sauropodomorphes. Il a été décrit en 2014 par You Hai-Lu et ses collègues.
L'espèce type et la seule espèce connue est Panguraptor lufengensis.

## Étymologie
Le nom générique fait référence à la divinité chinoise Pangu, mais également à la Pangée, le supercontinent pour lequel — dans un contexte géologique — sont utilisés les mêmes caractères : 盘古. Raptor signifie « voleur » en latin. L'épithète spécifique  lufengensis est une référence à la formation géologique de Lufeng.

## Description
Comme tous les Coelophysoidea, Panguraptor est un animal bipède et agile. Sa taille est modeste : environ 1,70 mètre.
Les caractéristiques propres au genre Panguraptor incluent, entre autres :
- une colonne vertébrale composée de dix vertèbres cervicales et treize vertèbres sacrées ;
- si le nombre de doigt n'est pas connu, le pied est caractérisé par la présence d'un cinquième métatarsien rudimentaire ;
- un petit orifice ovale dans le maxillaire pourrait correspondre à une fenêtre ;
- deux autres petits orifices placés l'un derrière l'autre, également de forme ovale, pourraient être considérés comme les fenêtres du pro-maxillaire et du pré-maxillaire.

## Classification
You et ses collègues ont effectué une analyse phylogénétique et trouvé que Panguraptor était un membre des Coelophysinae, une sous-famille des Coelophysidae. Selon cette étude, Panguraptor lufengensis est un plus proche parent de Coelophysis bauri que de « Megapnosaurus » kayentakatae. D'après cette analyse, Panguraptor serait le premier représentant des Coelophysoidea connu en Asie. Il est également le deuxième genre certain de théropode connu de la formation de Lufeng, après Sinosaurus.